# ヤマックス
株式会社ヤマックスは、熊本県熊本市中央区に本社を置く、コンクリート製品の製造・販売・施工などを行う日本の企業。
主力事業は、土木工事向けのプレキャストコンクリート製品の製造・販売であるが、建築工事向けのプレキャストコンクリート製品の製造・販売やハウジング事業とインフラ整備から住まいづくりまで網羅する事業内容となっている。

## 沿革
- 1963年10月 - ヤマウコンクリート工業株式会社を長崎県島原市に設立
- 1964年2月 - 長崎県南高来郡（現：雲仙市）国見町に島原工場を新設
- 1967年8月 - 熊本県下益城郡（現：宇城市）松橋町に松橋工場を新設
- 1967年11月 - 長崎県南高来郡（現：雲仙市）国見町に本社を移転
- 1968年11月 - 熊本県山鹿市に株式会社ヤマウ工業本社工場を新設
- 1973年9月 - 熊本県下益城郡（現：宇城市）小川町に小川工場を新設
- 1974年3月 - 熊本県荒尾市に有限会社荒尾コンクリート工業本社工場を新設
- 1979年7月 - 埼玉県羽生市にヤマウハウス株式会社埼玉工場を新設
- 1981年8月 - 長崎県北松浦郡（現：佐世保市）吉井町に佐世保工場を新設
- 1989年1月 - 熊本県玉名郡長洲町に長洲工場を新設
- 1990年7月 - 熊本県熊本市に本社を移転
- 1991年9月 - 株式会社ヤマウ工業、ヤマウハウス株式会社、荒尾コンクリート工業株式会社（旧：有限会社荒尾コンクリート工業）及び小倉建材工業株式会社の4社を吸収合併し、株式会社ヤマックスに商号変更
- 1993年10月 - 福岡県山門郡（現：みやま市）瀬高町に瀬高工場を新設
- 1995年11月 - 日本証券業協会に株式を店頭登録
- 1997年11月 - 株式会社ミナト建材（連結子会社）を設立
- 2004年12月 - 日本証券業協会への店頭登録を取消し、ジャスダック証券取引所に株式を上場
- 2006年5月 - 株式会社福岡ヤマックス（現：連結子会社）を設立
- 2010年4月 - ジャスダック証券取引所と大阪証券取引所の合併に伴い、大阪証券取引所JASDAQ市場に株式を上場
- 2011年8月 - 熊本県球磨郡相良村に人吉工場を新設
- 2012年3月 - 利根ジオテック株式会社（現：株式会社東北ヤマックス、連結子会社）の株式取得
- 2012年9月 - 茂森興産株式会社（連結子会社）を吸収合併
- 2013年4月 - H.O.C株式会社（長崎県大村市）との共同出資にて、長崎県佐世保市に株式会社HOCヤマックス（関連会社）を設立
- 2013年7月 - 東京証券取引所と大阪証券取引所の統合に伴い、東京証券取引所JASDAQ（スタンダード）に株式を上場
- 2014年4月 - 株式会社ミナト建材（連結子会社）を吸収合併
- 2020年4月 - 株式会社HOCヤマックスを連結子会社化
- 2022年4月 - 東京証券取引所の市場区分の見直しにより、東京証券取引所JASDAQからスタンダード市場に移行